# Hend Zaza
Hend Zaza (Hamá, 2009. január 1. –) szír asztaliteniszező.

## Sportpályafutása
A szíriai Hamá városában született 2009. január 1-jén. 2014-ben kezdett el asztaliteniszezni. 2016-ban idősebb testvéreivel részt vett Katarban a Nemzetközi Asztalitenisz Szövetség (ITTF) által a jövő reménységeinek rendezett versenyen, ahol felfigyeltek tehetségére. Damaszkuszban, a helyi asztalitenisz klubban versenyez. Minden korosztályban szíriai bajnokságot nyert; kadétként, juniorként és a felnőttek között is aranyérmes volt. A koronavírus-járvány miatt egy évvel elhalasztott, 2021 nyarán megtartott tokiói olimpiára a 2020 februárjában megrendezett, Jordániában, Ammánban lebonyolított olimpia asztalitenisz-verseny nyugat-ázsiai selejtezőjét megnyerve kvalifikálta magát.
Tizenkét évesen ő lett a legfiatalabb asztaliteniszező, aki olimpián szerepelhetett, és az ötödik legfiatalabb olimpikon a modern ötkarikás játékok történetében. Mindezek mellett ő volt a tokiói olimpia legfiatalabb versenyzője, és a legfiatalabb olimpikon a román műkorcsolyázó, Beatrice Huștiu 1968-as szereplése óta.
Zaza az első szír asztaliteniszező, aki olimpiai kvalifikációt szerzett, bár egyes források tévesnek állítják be ezt az információt, felhívva a figyelmet honfitársa, Heba Allejji 2016-os részvételére, megemlítve, hogy Allejji a NOB meghívására vett részt a riói játékokon.
Az olimpián az első fordulóban kikapott az osztrák színekben versenyző Liu Jiától.